# Huang Chao
Huang Chao (835 - Laiwu, Shandong, juli 884) was een Chinese zoutsmokkelaar, rebel en de leider van een grote boerenopstand in de nadagen van de Chinese Tang-dynastie (618-907). Hij doorkruiste met zijn troepen jarenlang het land van noord naar zuid en verwoestte de hoofdsteden Chang'an en Luoyang. 
Na 859 had China in toenemende mate te kampen met grootschalige rebellie tegen het verzwakte Tangregime, aanvankelijk vooral in het door hongersnood geplaagde zuiden. De anarchie in het land luidde uiteindelijk het einde van de dynastie in.  
Huang Chao was afkomstig uit de middenklasse van Shandong en deed verschillende vergeefse pogingen om een graad te halen bij de staatsexamens. Na deze mislukkingen legde hij zich met zijn kompaan Wang Xianzhi (gestorven 878) toe op het smokkelen van zout. In 875 voegden Huang en Wang zich met enkele duizenden aanhangers bij de andere opstandige groepen. Zij plunderden het gebied ten noordoosten van de Yangzi-rivier en bedreigden Luoyang. Na een nederlaag tegen Tangtroepen waarbij Wang omkwam trok Huang Chao naar het zuiden. 
In 879 plunderde Huang de welvarende havenstad Guangzhou (Kanton). Volgens Arabische bronnen werden daarbij 120.000 moslims, joden en andere buitenlanders gedood. Dit aantal is onwaarschijnlijk hoog, maar wel een indicatie van de massaliteit van de slachtpartijen en de xenofobie van de rebellen. 
Ondanks zijn militaire successen slaagde Huang Chao er niet in zijn veroveringen te consolideren. Hij slaagde er niet in om bekwame bestuurders aan zich te binden. Hij bleef daardoor een plunderaar in plaats van een heerser. 
In 880 trok Huang vanuit het zuiden weer naar het noorden en nam Luoyang in en het jaar daarop Chang'an. Keizer Xizong (r. 873-888) vluchtte naar het moeilijk toegankelijke Sichuan, al vaker een toevluchtsoord voor in het nauw gedreven Tangheersers. In de Chinese kronieken wordt Huang Chao verantwoordelijk gesteld voor de moedwillige vernietiging van de eeuwenoude hoofdstad Chang'an, in de hoogtijdagen van de Tang bevolkt door een miljoen mensen en de grootste stad ter wereld. Maar aangezien Huang zich in Chang'an uitriep tot de heerser van een nieuwe dynastie lijkt opzettelijke verwoesting van de stad onwaarschijnlijk als geen bewust doel van de opstandelingen. Het resultaat van de jarenlange strijd om de hoofdstad was wel dat Chang'an zich niet meer zou herstellen tot een belangrijke stad in China. 
Met behulp van de Turkse militaire gouverneur Li Keyong (856-908) wisten troepen van de Tang in 883 Chang'an te heroveren. Huang Chao vluchtte naar het oosten waar hij zo in het nauw werd gedreven dat hij in juli 884 zelfmoord pleegde. 